# Golyschmanowski rajon
Der Rajon Golyschmanowo (russisch Голышмановский район) ist ein Rajon in der Oblast Tjumen in Russland.

## Geographie
Der Rajon liegt im Süden der Oblast Tjumen.

### Nachbarrajone
Der Rajon grenzt im Norden an die Rajone Jurginskoje und Aromaschewo, im Osten an den Rajon Ischim, im Süden an den Rajon Berdjuschje, im Südwesten an den Rajon Armisonskoje und im Westen an den Rajon Omutinskoje – allesamt in der Oblast Tjumen. Verwaltungszentrum des Rajons ist das Dorf Golyschmanowo.

## Administrative Gliederung
| Dorfsowjets (bis 30. September 2018) 1. Beskosobowski Selsowjet 2. Borowljanski Selsowjet (Oblast Tjumen) 3. Chmelewski Selsowjet (Rajon Golyschmanowo) 4. Gladilowski Selsowjet 5. Golyschmanowski Selsowjet 6. Jewsinski Selsowjet (Oblast Tjumen) 7. Korolewski Selsowjet (Oblast Tjumen) 8. Lamenski Selsowjet 9. Malyschenski Selsowjet 10. Medwedewski Selsowjet (Oblast Tjumen) 11. Raschewski Selsowjet 12. Selsowjet Golyschmanowo 13. Semljanowski Selsowjet 14. Srednetschirkowski Selsowjet 15. Ust-Lamenski Selsowjet (Oblast Tjumen) | Administratives Zentrum 1. Golyschmanowo |

Zum 1. Oktober 2018 wurden die 15 Landgemeinden abgeschafft und zu einer einzigen Gesamtgemeinde zusammengeschlossen.